# Austroablepharus naranjicauda
Austroablepharus naranjicauda — вид сцинкоподібних ящірок родини сцинкових (Scincidae). Ендемік Австралії.

## Поширення і екологія
Austroablepharus naranjicauda мешкають в регіоні Орд-Вікторія на північному заході Північної Території, а також на крайньому північному сході Західної Австралії. Вони живуть на сухих луках, серед купин трави, що ростуть на розтрісканих сірих і коричневих глинистих ґрунтах.